# 玛哈·哇集拉隆功
玛哈·哇集拉隆功·博丁达德巴亚瓦兰恭（皇家轉寫：Mahawachiralongkon Bodinthrathepphayawarangkun；1952年7月28日—），通稱哇集拉隆功（皇家轉寫：Wachiralongkon，發音：[wá.tɕʰí.rāː.lōŋ.kɔ̄ːn] ⓘ）。泰国卻克里王朝第十代君主和现任泰國國王，亦称拉玛十世（Rama X）。
2016年10月13日继位；12月1日正式即位；2019年5月4日于曼谷大皇宫举行加冕仪式。

## 生平

### 早年生活
1952年7月28日，哇集拉隆功生于曼谷律實宮的安蓬沙探殿，为時任国王普密蓬·阿杜德与诗丽吉王后唯一的男性子嗣，在四个孩子中排行第二。上有姐姐乌汶叻公主殿下，下有兩個妹妹，依次序為诗琳通公主殿下和朱拉蓬公主殿下。泰国第十三任僧王赐给他泰文名字为 ，主要意思为“擁有雷霆之力的男人”。

### 教育
瓦集拉隆功从小就对军事表现出浓厚兴趣。在4岁时，普密蓬安排他入学读书写字。1962年，10岁的瓦集拉隆功王子在参观曼谷皇家空军博物馆后，产生了当飞行员的念头。1964年1月，他成为一名空军军校学员。1965年11月，普密蓬在吉拉达王宫同时授予瓦集拉隆功空军、陆军和海军少尉的军衔。时任泰国武装部队最高司令他儂·吉滴卡宗元帅还向王子献上少尉的军服。
普密蓬对瓦集拉隆功寄予厚望，决定送他到国外读书。哇集拉隆功的青少年时期大多在英国和澳大利亚的中学学习。1972年，他又转入澳大利亚堪培拉以纪律严明著称的邓特隆皇家军事学院学习。后来，哇集拉隆功又就读于澳大利亚新南威尔士大学和泰国素可泰塔玛提叻远程教育大学，并获得文理学学士（Liberal arts）学位，之后长居德国巴伐利亚图青湖畔别墅。 
值得一提的是，瓦集拉隆功曾為UH-1H直升機、UH-1N直升機的駕駛員，亦曾於1990年代擔任F-5 E/F戰鬥機飛行教官，有約2000小时的F-5 战斗机飞行时数。他亦擁有民航機波音737-400的駕駛檢定證。

### 册封王储
1972年12月28日，册封为王储，头衔全称颂德拍博隆玛昭法·玛哈·哇集拉隆功王储殿下（羅馬化：Somdech Phra Boroma Orasadhiraj Chao Fah Maha Vajiralongkorn Sayam Makutrajakuman）。同時也確定是下任王位繼承人，同時兼任皇家陸军上将、皇家禁卫军第一师禁卫团团长的职务。他在储君受封仪式上面对上千王室成员，政府官员和议员外交官等宣誓：“将以饱满的智慧和牺牲精神，为国家和民族未来的昌盛和富强履行每一项职责，直到生命的尽头。”
1978年11月6日，哇集拉隆功王储在玉佛寺剃度，其后在巴翁僧王寺出家15天。

### 王位继承

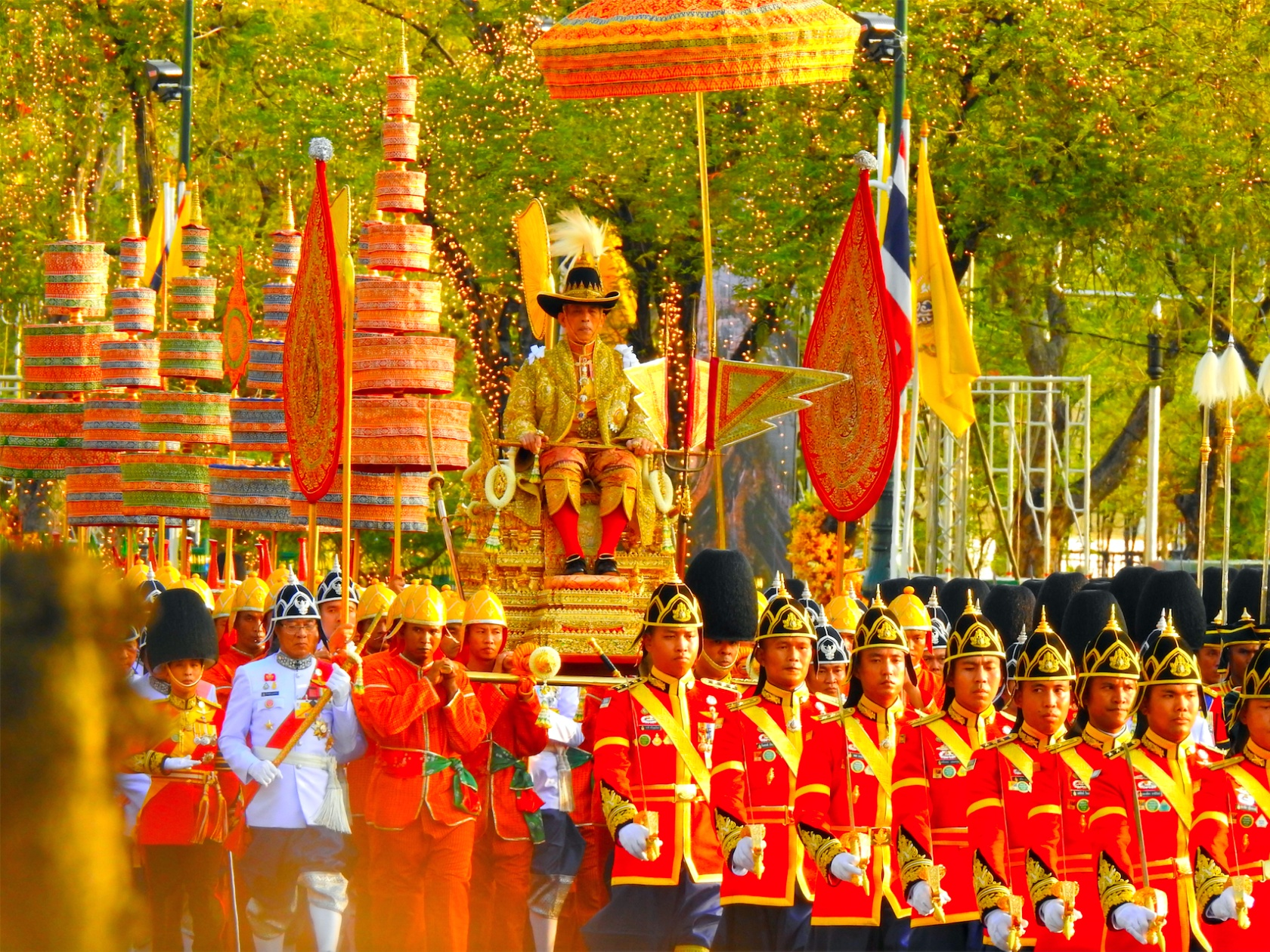
哇集拉隆功登基大典

2016年10月13日，泰國國王普密蓬·阿杜德（拉瑪九世）駕崩，理應由哇集拉隆功继承王位，不过总理巴育·占奥差引述哇集拉隆功的话表示，他将与民众一起悼念先王，希望延後即位，等待合适时机再继位，暂時以「假王」的身份监国，身在德国的哇集拉隆功代理国王的職務。
2016年11月29日，泰国国会召开特别会议，在接到内阁提交的新国王人选后，国家立法议会主席蓬贝宣布，将恭请玛哈·哇集拉隆功王储殿下就任泰王国国王，玛哈·哇集拉隆功王储殿下将是曼谷王朝拉玛十世王。瓦吉拉隆功接受泰国国会的迎立。
2016年12月1日，哇集拉隆功当天在曼谷大皇宮主持了普密蓬先王逝世50天的国丧赠经法会后，在律实宫赐见临时摄政王炳廷素拉暖上将、首相巴育、国会主席蓬贝及最高法院院长威拉蓬。在蓬贝的恭请下，哇集拉隆功继位。他在诸位官员见证下，哇集拉隆功在普密蓬先王和诗丽吉王后御像前行礼，於曼谷律實宮進行繼位儀式，正式登基成为拉玛十世。当晚，蓬贝和巴育接连发表讲话，宣布泰国进入拉玛十世时代，宫务处发布了拉玛十世的头衔名号为（Mahawachiralongkon Bodinthrathepphayawarangkun）。
先王的哀悼期結束後，泰王室於2019年1月1日宣佈在同年5月4至6日一連三日進行正式加冕及登基儀式。之后公布了新的尊号为“帕巴颂德帕博拉门通拉玛提博迪西信通玛哈哇集拉隆功·玛希颂蓬蓬拉瓦朗恭·吉迪西里颂汶阿敦亚德·沙亚明他提贝颂拉瓦罗东·博龙博披·帕瓦七拉高曹育霍”。

## 争议

### 干涉政治
泰国宪法规定泰国是君主立憲国家，王室不得涉足政治，不应凌驾于政治之上，保持政治中立。但事实是2006年泰國軍事政變后，泰國君主事实上重新掌握权力，并在几年后进一步加强皇权。同时，泰国拥有全世界最严厉的“冒犯君主罪”，根据《泰国刑法》第112条規定，明文禁止任何人「詆毀、羞辱、威脅泰国国王、泰国王后、或其法定繼承人及攝政者」，违者可判处3-15年有期徒刑。因此继位不久的哇集拉隆功也马上扩大和巩固皇权。2017年，哇集拉隆功向泰国军政府提倡修改宪法中有关国王部分权限。2017年1月15日，泰国国会以228票赞成，3票放弃，无人反对情况下通过草案，泰王出国时不必指派摄政代理职务，而所有王室法令也不必再经由政府官员副署，哇集拉隆功也直接控制监督王室事务与王宫安全的5个国家机构，先前是由政府或军方控制。同年7月，泰国颁布赋予泰王直接掌控王室数十亿美元资产的新法在17日生效。这是69年来首度修法，新措施让泰王哇集拉隆功掌控王室财富，更加巩固自身权力。同年11月为陆军设计新的敬礼方式和发型。
哇集拉隆功也在继位后迅速撤掉多位资深王宫官员与核心的宫务大臣，部分官员也以因罪撤职，其中前幕僚长奇彭不但被撤职，还因对国王个人财产作出不实陈述，触犯大不敬之罪而判刑5年半。
哇集拉隆功对于政治的「干预」，遠超他的父亲蒲美蓬太多，当中令人瞩目的是介入2019年3月泰国选举。哇集拉隆功在选竞选期间发出隐晦声明，呼吁人民支持「为了国家的稳定安宁，要让好人管理国家，不让坏人拥有权力」。当选情出现长姐乌汶叻公主决定代表泰愛國黨参选首相之后，他则是迅速以「国王与王室成员不应凌驾于政治」为由，否决了长公主的参政资格，泰爱国党亦因此遭遇灭党之灾。哇集拉隆功在大选后发出声明，称前首相他信10年前被判贪污罪名成立后畏罪潛逃，褫夺他的王室勋章。同年3月底泰国选举结束后，哇集拉隆功主持自2014年泰国政变后，时隔5年的民选国会开幕仪式。

### 民怨爆發
玛哈·哇集拉隆功一直在德国巴伐利亞州有居住事實，支出由公帑支付，也經常「遙控」治國；自2019冠狀病毒病疫情爆發以來，更是長期待在德国躲避疫情。加上哇集拉隆功生活奢侈、愛好女色，種種作為引發泰國年輕人不滿，導致王室改革成為2020年泰國示威的訴求之一。

## 个人生活

### 公众形象、媒体和法律

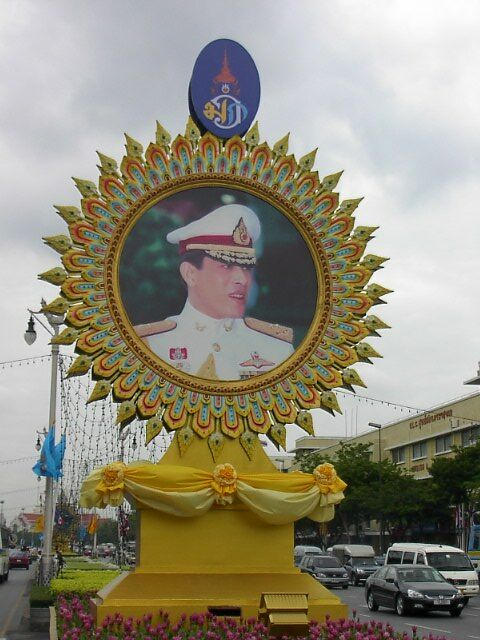
王储時期的肖像在 拉差大道

泰国有一项严厉的并且被严格执行的“冒犯国王罪”。根据《泰国刑法》第112条規定，明文禁止任何人「詆毀、羞辱、威脅泰国国王、泰国王后、或其法定繼承人及攝政者」，违者可判处3-15年有期徒刑。然而尽管哇集拉隆功的私生活不对外公开，但这仍是泰国的一个争议话题。2002年1月10日的《远东经济评论》（FEER）中，有一篇文章表明哇集拉隆功与当时的总理他信·西那瓦有业务联系。该杂志立即被禁止发行，泰国政府援引国家安全威胁的理由，暂停了FEER的两位驻泰国记者 Shawn Crispin 和 Rodney Tasker 的签证。
2002年，《经济学人》写道，“哇集拉隆功的受尊重程度远低于国王。曼谷八卦界想要交换他骇人听闻个人生活的故事......此外，没有任何继承人可以指望与普密蓬国王在王位上64年里所取得的地位相提并论。”因此，该期《经济学人》在泰国被禁。2010年的另一期《经济学人》也未在泰国发行，因为该期写道，哇集拉隆功“被广泛厌恶和担心”并且“不可预测到古怪的程度”，而線上杂志《亞洲哨兵報》则稱他“被認為不穩定，幾乎没有能力治國”；此后不久，该期刊被封禁。在维基解密泄露的外交电报中 ，新加坡外交部高级官员 Bilahari Kausikan 表示，哇集拉隆功的赌博爱好部分由流亡的前总理他信·西那瓦资助。
2009年11月12日，有人向维基解密提交了一个家庭录像带，显示哇集拉隆功穿着随便，而前太子妃西拉米·苏瓦迪更是跳著艷舞，赤裸上胸，只穿着一條丁字裤，前后由几名打扮體面的仆人照料著，一起庆祝哇集拉隆功的贵宾犬“空军大元帅福福”的生日。该影片的一部分于2010年4月13日在澳大利亚政府ABC电视频道的“外国记者”节目上播出，作为批评泰王室的半小时纪录片的一部分。
2009年1月19日，澳大利亚国民哈里·尼古拉德斯（Harry Nicolaides）因自行出版一本被认为违反了《大不敬法》的小说而被泰國政府判三年徒刑。書中提到谣言说“如果王子爱上了他的一个妻妾之一，而她如果不忠，她和她的家人就会和他们的名字，家族血统以及他们存在的所有遗迹一起永远消失”。尼古拉德斯后来被国王赦免。尼古拉德斯后来表示“从封面到書底都是完全虚构的”。
2011年8月，慕尼黑的德国司法当局扣押了一架波音737飞机，属于哇集拉隆功王储的两架飞机之一。由于20年前的泰国政府债务，拖欠了现在已经解散的德国建筑公司在廊曼收费公路项目的债务，这笔债务目前已经增加到3,000万欧元左右，当局没收了这架飞机。 代表破产公司利益的德国当局表示，该措施是寻求还款的“最后手段”。泰国政府没有回应德国的要求，称此举“非常不合适”。8月1日，哇集拉隆功办公室宣布他将自己支付相当于2,000万欧元的押金。一天后，泰国外交部长 Kasit Piromya 证实泰国政府将支付押金。
2016年11月，《经理人杂志》发表了一份报告，称哇集拉隆功可能被要求缴纳超过35亿欧元的遗产税。 据报道，哇集拉隆功住在巴伐利亚州，他拥有两栋别墅，而且大部分时间都在这里度过，这使他需缴纳地方遗产税。2017年5月16日，因为有人在Facebook发布了哇集拉隆功穿着露脐上衣 ，并完全露出了他的半袖纹身的影片，Facebook受到泰国官方的警告。
2020年9月17日，未来前进党党魁塔纳通·宗龙伦吉对英国《金融时报》揭露，哇集拉隆功的泰国皇室已经积累了一支由38架飞机和直升机组成的航空公司规模的机队，包括4架波音和3架空中巴士的商用飛機、3架蘇愷-100超級噴射機、4架Northrop F5-E輕型戰鬥機及21架直升機，还有3架将于下个月投入服务，占下个財政年度總計89亿泰銖中的20亿泰銖。塔纳通批评泰国政府「這些是納稅人的錢，必須透明公開」。
自2019冠状病毒病疫情爆发后，哇集拉隆功便长期居住在德国巴伐利亞指点泰国内政。而在泰国经济被疫情拖累期间，更流传他在国外大肆挪用国家资金享受头等服务的奢华事件，导致他形象下挫和引起国内民众和反对派对泰国政府的不满。2020年9月25日，哇集拉隆功在德国遭遇支持泰国示威的泰国活动人士在他经常居住巴伐利亚州别墅前展开游行示威，并放置「泰国属于泰国人民」的象征性牌匾。示威者称「泰国人不需要长期居住在外国的国王」，并要求他退位和停止骚扰泰国民众 。10月7日，德国外交部长海科·马斯在德国联邦议院回应绿党议员关于泰国内部民主改革的呼声日益高涨的问题时表示，“我们已经明确表态，泰国国王不应该在德国境内指点泰国内政”，“如果我国的任何宾客在我国领土上指点他国国务，我们会采取行动加以制止。”

### 家庭
1977年1月3日哇集拉隆功和蒙銮宋诗哇丽王妃结婚，宋诗哇丽王妃是詩麗吉王后的姪女、也就是哇集拉隆功的表妹。这段婚姻结束于1980年代，并生有一女。因缺少合法男性继承人，泰国立法允许妇女继承王位——诗琳通公主于1979年獲封为女王储。
在第一段婚姻内，哇集拉隆功和情妇余娃希達·丰拉索（又名苏差里妮·威瓦差拉翁，สุจาริณี วิวัชรวงศ์，生于1962年5月26日-）生有五名私生子女，二人1994年結婚，1996年離婚。王儲指摘對方不忠，下令余娃希達母子五人離開泰國，但幼女則獲得留在泰國。他們先到英國，最近則在美國生活。四位王子目前已年至而立，他們於2011年發表公開電郵說：「我們每天都希望返回泰國，15年來我們從未踏足國土，使我們十分掛念。」信上又稱他們是遭父親放逐，每年寫信給王室但都石沉大海。
哇集拉隆功和西拉米·玛希朵·纳·阿育他耶王储妃2001年2月10日结婚。西拉米生于曼谷南部夜功府，她2005年4月29日生下一个男孩。蒙西拉米因家族涉贪腐，高调被休妻和失去皇家名衔，兩人於2014年底離婚，称西拉米·苏瓦蒂（Srirasmi Suwadee）。2020年西拉米的近況曝光，被迫與兒子分離，削髮為尼孤獨度日。
2019年5月1日，66歲泰国国王瓦吉拉隆功与现任王室卫队副指挥官41歲苏提达（Suthida Tidjai，1978年6月3日-）成婚，并正式授予她王后头衔。这是瓦吉拉隆功第4次结婚，他已有7个孩子。新王后苏提达曾是一名空服員，2013年加入王室卫队。
同年7月28日，泰国政府公报网站发布文件公示，哇集拉隆功于67岁生日之际发布诏令，册封泰国皇家护卫队女少将诗妮娜·披拉萨甘娅妮（Sineenat Bilaskalayani）为「昭坤帕」（王妃）以聖水灌頂，並赐予正式的册封文件，册封为“昭坤帕诗尼娜·披拉甘拉雅妮殿下（Chao Khunphra Sininat）。泰国虽然於1935年已在法律上废止一夫多妻制，但没有得到严格贯彻。10月21日，哇集拉隆功以不忠和不敬王后、意图与王后平起平坐为由，剥夺昭坤帕诗妮娜在王室和军界的一切头衔及王室装饰，然而不到一年后又下旨恢复其地位。

#### 子女
与宋诗哇丽公主所生
- 帕差拉吉帝雅帕长公主殿下（Princess Bajrakitiyabha），1978年12月7日生於曼谷律實宮的安蓬沙探殿，2012年至2014年曾任泰国驻奧地利大使。后在司法部任职。2017年获委联合国毒品和犯罪问题办公室亲善大使。

与余娃希達所生
- 朱塔瓦差拉·威瓦差拉翁（Juthavachara Vivacharawongse），1979年8月29日生於曼谷，原称朱塔瓦差拉·玛希敦王子（Juthavachara Mahidol），1996年丧失王位继承权。
- 瓦差勒宋·威瓦差拉翁（Vacharaesorn Vivacharawongse），1981年5月27日生於曼谷，原称瓦差勒宋·玛希敦王子（Vacharaesorn Mahidol），1996年丧失王位继承权[48]。
- 扎克里哇·威瓦差拉翁（Chakriwat Vivacharawongse），1983年2月26日生於曼谷，原称扎克里哇·玛希敦王子（Chakriwat Mahidol），1996年丧失王位继承权。
- 瓦差拉威·威瓦差拉翁（Vatcharawee Vivacharawongse），1985年6月14日生於曼谷，原称瓦差拉威·玛希敦王子（Vatcharawee Mahidol），1996年丧失王位继承权。
- 希里万瓦里公主殿下（Princess Siriwannawari Nariratana），1987年1月8日生於曼谷，原称布南佩·玛希敦公主（Busyanambejra Mahidol）（2005年6月15日由皇家任命为西里万瓦里·纳里拉公主殿下，สิริวัณณวรีนารีรัตน์），现任时装设计师，亦是马术名将，2017年代表泰国在东南亚运动会得银牌。

与西拉米王妃所生
- 提幫功王子殿下（Dipangkorn Rasmijoti），2005年4月29日生於曼谷西里拉醫院，為目前第一继承人[49]。

#### 宠物
哇集拉隆功曾有一頭名为福福的贵宾犬，曾获正式晋升为泰国皇家空军大元帅。

## 头衔

哇集拉隆功作为王储时的个人旗帜

- 1952年7月28日－1972年12月28日：哇集拉隆功王子殿下（ Somdet Phra Chao Luk Ya Ther Chao Fa Vajiralongkorn）
- 1972年12月28日－2016年10月13日：哇集拉隆功王储殿下（ Somdet Phra Boromma Orasathirat Chao Fa Maha Vajiralongkorn Sayam Makut Ratcha Kuman）
- 2016年10月13日－2019年5月4日：哇集拉隆功国王（ Somdet Phra Chao Yu Hua Maha Vajiralongkorn Bodindradebayavarangkun）（登基前的临时头衔）
- 2019年5月4日－至今：哇集拉隆功国王陛下（ Phrabat Somdet Phraporamenthra Ramathibodhi Sisin Maha Vajiralongkorn Mahison Bhumibol Rajavarangkun Kitisirisumbun Adulyadej Sayaminthrathibet Ratwarodom Borommanat Bophit Phra Vajira Klao Chao Yu Hua）

## 其他
泰國銀行於2018年3月8日，公開以新任泰王哇集拉隆功為肖像的新版泰銖紙鈔。面值20、50和100泰銖的紙鈔會在4月6日發行，而面值500和1,000泰銖的紙鈔會在哇集拉隆功的生日7月28日發行。而舊版以已故泰王普密蓬·阿杜德為肖像的紙鈔僅能部分流通。

## 文字註釋
1. ↑  「瑪哈」源於梵語「摩訶」，意為「大」；「哇集拉隆功」意為「寶冠」